# Philips Pels
Philips Pels (ur. 19 lutego 1623 w Utrechcie, zm. 31 sierpnia 1682 w Gdańsku) – holenderski dyplomata.
Jego ojcem był komisarz Holandii w Gdańsku Pauwels Pels (1638-1659). Philips Pels wstąpił do holenderskiej służby dyplomatycznej w 1643, wypełniając zadania m.in. w Polsce (1643, 1647, 1652) i Prusach. Pełnił też funkcję kolejnego komisarza Holandii w Gdańsku (1659-1682), gdzie zmarł. Ponieważ był chory na apopleksję i szereg innych dolegliwości, od 1678 pomagał mu w pracy zięć Coenraat Scholten, który po jego śmierci przejął też funkcję komisarza (1682-1697).